# František Pospíšil (kněz)
František Pospíšil, SDB, (18. července 1930 Palonín – 18. října 2020 Moravské Budějovice) byl český římskokatolický kněz, člen řádu salesiánů.

## Život

### Mládí a studia
Měl pět sourozenců, do školy chodil v Paloníně a Lošticích. Původní plán rodiny, že půjde studovat do malého semináře v Kroměříži, zhatila okupace. Místo toho nastoupil na salesiánské gymnázium ve Fryštáku. Tam byl přijat 2. února 1943, ještě téhož roku byl však ústav zlikvidován nacisty. Po absolvování 5. ročníku gymnázia v roce 1946 se rozhodl vstoupit k salesiánům. Noviciát absolvoval v Hodoňovicích, následně studoval v Přestavlkách. Zde jej v dubnu 1950 postihla likvidace řeholí, během níž byl internován právě v Přestavlkách. Po propuštění na nějakou dobu pracoval v nově vzniklé Penicilince v Roztokách u Prahy. Následně byl odveden na vojnu, po níž nastoupil na deset let do dílen v Pragovce. Zároveň začal tajně studovat teologii, což však bylo znesnadňováno tím, že většina profesorů byla tou dobou pozavírána v komunistických vězeních a lágrech. Přesto roku 1958 složil věčné sliby, v roce 1960 mu byla udělena nižší svěcení a 4. listopadu 1962 jej Štěpán Trochta ve svém bytě tajně vysvětil na kněze. Aby se mohl studiu intenzivněji věnovat, opustil Pragovku a přešel do vodohospodářské správy a později do Mototechny.

### Působení po roce 1968
Své kněžství mohl odtajnit až po uvolnění v roce 1968, v následujícím roce byl litoměřickým biskupem a též salesiánem Štěpánem kardinálem Trochtou požádán, aby odešel do Mostu a pracoval na přesunu tamního děkanského kostela, neboť potřeboval někoho, kdo jej bude řádně a pravdivě informovat o procesu přesunu kostela a jeho průběhu. V roce 1969, kdy ještě nebyl státem evidován jako duchovní, byl zaměstnán jako správce depozitáře – celý interiér kostela byl totiž před přesunem rozebrán. Z pozice správce depozitáře odešel v roce 1974, neboť se předpokládalo, že získá státní souhlas k duchovenské činnosti a představení (František Míša) si přáli, aby začal působit v duchovní správě. Leč nestalo se tak, neboť potřebný souhlas mu komunističtí církevní tajemníci odmítli udělit. Nastoupil proto do civilního zaměstnání – až do r. 1990, kdy odešel do důchodu, pracoval jako vedoucí skladu v Metrostavu.
Tím však jeho působení okolo mosteckého kostela neskončilo – do Mostu se občas jel podívat a trápilo ho, že komunisté nechali kostel po přesunu být, místo vitráží v oknech vlály cáry igelitu, vybavení stále leželo v depozitářích. Upozornil proto na stav kostela své známé, kteří měli příbuzné v Západním Německu. Těm se podařilo o stavu kostela informovat západoněmecký tisk, který pak otiskl článek „Nejdražší holubník na světě – gotická katedrála v Mostě“. Vládnoucí komunistický režim pak vzhledem k ostudě, kterou články způsobily, práce na kostele dokončil; kostel byl otevřen v roce 1988.

### Po roce 1989
Rok po ukončení pracovního poměru v Metrostavu byl ustanoven ve farnosti v Dolních Počernicích, v roce 1993 byl přeložen coby výpomocný duchovní do teplické farnosti, mezi lety 2003 a 2014 pak byl okrskovým vikářem Teplického vikariátu. V roce 2015 vzhledem ke zhoršujícímu se zdraví odešel na odpočinek k sestrám boromejkám do Domu sv. Antonína v Moravských Budějovicích.